# Prevotella intermedia
Espèce
Prevotella intermedia est une espèce de bactéries gram négatives de la famille des Prevotellaceae.

## Description
Prevotella intermedia est une bactérie à coloration de Gram négative. C'est un bacille anaérobie obligatoire.

## Taxonomie
Le nom correct complet (avec auteur) de ce taxon est Prevotella intermedia (Holdeman & Moore 1970) Shah & Collins 1990.
Prevotella intermedia a pour synonymes :
- Bacteroides intermedius (Holdeman & Moore 1970) Johnson & Holdeman 1983
- Bacteroides melaninogenicus subsp. intermedius Holdeman & Moore 1970

### Étymologie
L'étymologie du nom spécifique de P. intermedia est la suivante : in.ter.me’di.a L. fem. adj. intermedia, intermédiaire.